# Electromantic
Presser Gábor Electromantic című albumának dalai eredetileg a Próba című balett számára készültek, melyet 1982-ben mutattak be. Még ebben az évben jelent meg bakeliten az album, CD-n pedig – néhány újabb szerzeménnyel kibővítve – 1993-ban. (Az utolsó négy dalt 1986-ban és 1987-ben vették fel.)
Az album nem dalokat tartalmaz, ahogy azt addig Presser Gábortól megszokhatta a közönség, hanem instrumentális szerzeményeket. Az album címéből is kiderül: a zenét pusztán elektronikus hangszerekkel készítette Presser.
Egyedül a La Baletta No. 2. című darab vált ismertté a lemezről. Ez a zene egy időben az angol BBC televízió híradójának, valamint a 80-as és 90-es években a Magyar Televízió Budapesti Regionális Híradójának volt a főcímdala.
A The Beautiful and the Fool (Szépek és bolondok) című szerzemény előzménye már Zorán 1977-es első albumán is hallható volt, valamint a Valvola a Locomotiv GT 1978-as Mindenki albumán is szerepelt, a Hirdetés című dal egyik elemét tartalmazza. A Z. Op. 1 később szöveggel Katona Klári Éjszakai üzenet című albumán jelent meg Elvarázsolt éj címmel. A Rondo a la terror témája Sándor Pál Szabadíts meg a gonosztól című 1978-as filmjében volt hallható.

## Az album dalai
Az összes dalt Presser Gábor írta.
1. 2000 dioptria – 3:27
2. Z. Op. 1 – 5:36
3. Electromance – 5:23
4. Valvola – 2:19
5. Electromantic – 3:46
6. La Baletta No. 1 – 2:48
7. La Baletta No. 2 – 4:39
8. Adagio electrico – 2:43
9. Rondo a la terror – 2:49
10. D. D. – 6:20
11. 104 Gabbiani e l'elicottero (104 sirály és a helikopter) – 3:22
12. Orfeo – 4:26
13. The Beautiful and the Fool (Szépek és bolondok) – 3:50
14. Coda electromantica – 3:44

Az eredeti LP-n (SLPX 17716) csak az első 10 dal volt a 2000 dioptriától a D. D.-ig. A továbbiak bónusztrackek.

## Közreműködők
- Presser Gábor: szintetizátorok, vocoder, zongora
- Dés László (Olss La Déz): szaxofon (a D.D. című darabban)
- Szalay András: computer és sequencer program
- Az ütőhangszeres brigád (lényegében a Locomotiv GT tagjai, nevük anagrammáival):
- Oja Tilsson (Solti János): dobok, tempódob
- Jason Synackroá (Karácsony János): ütőhangszerek, tánc
- Mtomo Lassa (Somló Tamás): ütőhangszerek
- Bo Garressper (Presser Gábor): dobok, timpani, zenekari ütőhangszerek
- Kiss István: zenei rendező és hangmérnök
- Nagyvári László: borítógrafika